# Милойко, Горан
Горан Милойко (черног. Горан Милоjко / Goran Milojko; род. 5 января 1994, Югославия) — черногорский футболист, полузащитник казахстанского клуба «Туран».

## Карьера
Футбольную карьеру начинал в составе черногорскиого клуба «Грбаль» в 2011 году. 14 мая 2011 года в матче против клуба «Петровац» дебютировал в чемпионате Черногории.
8 января 2016 года перешёл в черногорский клуб «Зета».
9 августа 2021 года подписал контракт с клубом «Искра» Даниловград.
8 января 2022 года стал игроком узбекистанского клуба «Андижан».
14 февраля главный тренер «Кайсара» Виктор Кумыков признался корреспонденту сайта meta-ratings.kz, что они подписали четырёх легионеров, в том числе Милойко.

## Достижения
«Андижан»
- Победитель Про-лиги Узбекистана: 2022

## Клубная статистика
| Игровая карьера | Игровая карьера     | Игровая карьера | Лига | Лига | Кубки | Кубки | Межд. | Межд. | Др. | Др. |
| --------------- | ------------------- | --------------- | ---- | ---- | ----- | ----- | ----- | ----- | --- | --- |
| 2018/19         | Зета                | А               | 34   | 1    | 2     | 0     | —     | —     | —   | —   |
| 2019/20         | Зета                | А               | 30   | 2    | 2     | 0     | 2     | 0     | —   | —   |
| 2020/21         | Зета                | А               | 33   | 6    | 3     | 0     | 2     | 0     | —   | —   |
| 2021/22         | Искра (Даниловград) | А               | 16   | 1    | 1     | 1     | —     | —     | —   | —   |
| 2022            | Андижан             | Б               | 25   | 3    | 4     | 1     | —     | —     | —   | —   |
| 2023            | Кайсар              | А               | 24   | 3    | 2     | 0     | —     | —     | —   | —   |